# Colias canadensis
Colias canadensis é uma borboleta da família Pieridae encontrada na América do Norte. Ela só foi encontrada a partir do Alasca e nos Territórios do Noroeste, ao norte de British Columbia e Alberta.
O período de voo é do início de Maio a início de Agosto.
A sua envergadura é de 32 a 47 mm.